# 평산 이씨
평산 이씨(平山李氏)는 황해북도 평산군을 본관으로 하는 한국의 성씨이다.
시조 이부명은 당나라 설인귀가 신라에 파견한 팔제자 중 한 명으로, 이후 신라에 정착해 살았다.

## 참고 자료
- “이씨(李氏) 본관(本貫) 평산(平山)”. 《한국족보출판사》. 2022년 11월 30일에 원본 문서에서 보존된 문서.

1. ↑  “KOSIS”. 《kosis.kr》. 2022년 11월 19일에 확인함.